# Chronik der Stadt Düren/1701–1750
Diese Liste ist eine Teilliste der Chronik der Stadt Düren. Sie listet datierte Ereignisse die erste Hälfte des 18. Jahrhunderts in Düren auf.

## 1704
- Englische Truppen lagern bei ihrer Rückkehr von der Schlacht bei Höchstädt (13. August) am Muttergotteshäuschen.
- 2. Brand eines Turmes der Annakirche durch Blitzschlag.

## 1705
- 18. Mai: Ein holländisch-englisches Heer lagert in Düren.
- 24. Juni: Englische Truppen unter dem Herzog von Marlborough in Düren.
- 4. Juli: Das kaiserliche Heer unter Prinz Eugen von Savoyen lagert an der Rur bei Düren.

## 1707
- Errichtung eines Rollhäuschens auf dem Marktplatz zum Einsperren von Garten- und Felddieben.
- Starke Temperaturgegensätze: Am 20. Juli sterben über 100 Menschen durch Hitzschlag, am 29. Juli, also nur neun Tage später, große Kälte mit Schnee.

## 1708
- In Düren leben 62 Cellitinnen.
- Errichtung eines Kreuzes an der 'Wirteltränk', einem Vorgraben an der Arnoldsweilerstraße. Heute steht es auf dem alten Friedhof an der Kölnstraße.
- 10. Dezember: Neue Schumacherordnung

## 1709
- 10. April: Neue Fruchtmarktordnung

## 1710
- Die erste Papiermühle in Düren entsteht (Neumühl).
- Neue Wachtordnung

## 1711
- Der zugewanderte Langenberger Kaufmann Rütger von Scheven erhält eine Konzession zum Betrieb einer Papiermühle, der ersten Dürens, heute Neumühl.

## 1713
- Beginn der industriemäßigen Tuchherstellung durch Franz Nikolaus Kannengießer.

## 1714
- 30. August: Eine kurfürstliche Verordnung regelt die Wahl des Rates, des Bürgermeisters und des Stadtrentmeisters.

## 1715
- 22.–30. Juni: Auswärtige Jesuiten halten in Düren eine Volksmission ab
- Auf dem Marktplatz wird eine Mariensäule errichtet.

## 1717
- 3. und 4. Brand eines Turmes der Annakirche, wieder durch Blitzeinschläge.
- 19. April: Auf die Beschwerde einer Marktbewohnerin werden die „Justizinstrumente“ (Schandpfahl und Strafesel) vom Marktplatz entfernt und in den Stadthof neben dem Kornhaus gebracht.

## 1718
- 16. Juli: Steuerfreiheit für Wohnbauten
- Johann Paul Schoeller, Ahnherr der heute noch bestehenden Tuchfabrik Leopold Schoeller Söhne, kommt nach Düren und wird Tuchfabrikant.
- 10. September: Der Rat befiehlt den Ersatz der Strohdächer durch Pfannen- oder Leiendächer innerhalb von sechs Jahren.

## 1720
- Das Rathaus wird erneuert
- Die ersten Holländer-Papiermaschinen werden in den Dürener Papierfabriken eingeführt.

## 1721
- 21. April: Der Grundstein zum Neubau des Kapuzinerklosters wird „Auf den Kallen“ am Altenteich gelegt.

## 1722
- 16. Juli: Erste Baulückenverordnung: leere Plätze müssen binnen sechs Wochen bebaut sein, da sie sonst versteigert werden.

## 1724
- Vollendung der auf dem Grundstück Kölnstraße 41 erbauten Ursulinenkirche (1885 abgebrochen).

## 1725
- Johann Paul Schoeller übernimmt die 1. Dürener Papiermühle (Neumühl, gegründet 1710).

## 1726
- 6. April: Der Rat beschließt die Wiedereinführung der infolge der Kriege nicht mehr abgehaltenen vier Jahrmärkte zum 24. Februar, 25. Juni, 26. Juli und 2. Oktober.

## 1727
- Ein Großbrand veranlasst die Beschaffung von drei Brandspritzen aus Köln.

## 1730
- Am Kölnplatz wird eine Kreuzigungsgruppe erstellt, die sich seit 1905 am Karmelitenkloster in der Kölner Landstraße befindet.

## 1731
- Die beiden bisherigen Krankenhäuser der Franziskaner werden abgerissen und an gleicher Stelle wird ein neues Krankenhaus mit drei Räumen errichtet.

## 1735
- 26. Juli: Der Rat befiehlt die Bebauung oder Ummauerung der leeren Plätze in Inneren der Stadt.

## 1736
- Verhandlungen mit der Regierung über den Tabakhandel in Düren (bis 1739).

## 1737
- 29. April: Der kurfürstliche Kriegskommissar Stephan Laurenz von Sperl 	macht eine bedeutende Stiftung für die Armen.

## 1742
- Die Stadtverwaltung verteidigt ihr Recht auf das öffentliche Postwesen gegen die Regierung. In Düren gibt es kaiserliche, städtische und private Post.
- 4. November: Die Dürener huldigen dem Pfalzgrafen Karl Theodor von Pfalz-Sulzbach, der nach dem Tode des Kurfürsten Philipp ihm in der Landesregierung folgt.
- 17. November: Neue Wachtordnung

## 1743
- 5. Brand eines Turmes der Annakirche durch Blitzeinschlag.
- Hugo Rudolf Hoesch errichtet in Schneidhausen eine Eisenschneidemühle.

## 1744
- 14. Dezember: Johann Coenen setzt die fabrikmäßige Herstellung von Tuchen in Düren durch.

## 1746
- Rentenstreit zwischen Gast- und Geisthaus.

## 1747
- Bau der ersten Steinbrücke (vorher nur Steg) über die Rur im Zuge der jetzigen Aachener Straße (Johannesbrücke), Fertigstellung 1748.

## 1749
- 31. August: Ordnung des Holzamtes, der Hauptzunft der Bauhandwerker.